# Italo Alighiero Chiusano
Italo Alighiero Chiusano (Breslavia, 10 giugno 1926 – Frascati, 15 febbraio 1995) è stato un critico letterario, saggista e giornalista italiano.

## Biografia
Chiusano nacque in Slesia, in quello che al tempo era territorio tedesco (oggi appartenente alla Polonia). Le sue radici erano comunque italiane (come si evince facilmente fin dai nomi di battesimo: Italo e Alighiero): il padre, di professione diplomatico, era di Biella e la madre di Torino. Nella sua formazione intellettuale è stato in ogni caso fortemente influenzato dalla lingua tedesca, della cui letteratura è stato critico e acuto studioso. Amava definirsi un "germanista senza cattedra".
Di formazione cattolica ("Cristiano a visiera alzata", ebbe a definirlo Vittorio Messori), poliglotta (conosceva diverse lingue fra cui, oltre al tedesco, il francese, l'inglese, lo spagnolo e il portoghese), Chiusano trascorse l'infanzia e l'adolescenza viaggiando - al seguito della famiglia - in diverse città dell'Europa  (Ajaccio, Stoccarda e Rotterdam furono alcune delle città in cui visse), e del Brasile (prevalentemente San Paolo del Brasile).
In Brasile frequentò gli studi liceali ma fu a Roma, nel 1948, che si laureò in giurisprudenza. Subito dopo, all'inizio degli anni cinquanta intraprese l'attività di giornalista, di traduttore e autore di radiodrammi.
Autore di narrativa
Autore prolifico ma - a detta dei critici - dotato di uno stile quanto mai asciutto e incisivo, scrisse poi romanzi di contenuto prettamente storico, come per esempio L'ordalia (ambientato in epoca medievale e pubblicato nel 1979).
Tra gli altri suoi lavori principali di narrativa figurano La prova dei sentimenti, romanzo d'esordio del 1966, Inchiesta sul mio amore, pubblicato nel 1972, L'ordalia, ambientato nell'Italia di Arduino e Ottone III, del 1979, La derrota, del 1982, Il vizio del gambero, del 1986, Konradin, ritratto di Corradino di Svevia, del 1990. Uno dei suoi ultimi scritti è stato Eroi di vetro, passato alle stampe nel 1989.
Saggista e critico letterario
Come saggista e critico letterario è stato autore nel 1976 di una Storia del teatro tedesco moderno.  e, nel 1981, di una Vita di Goethe, mentre per il teatro ha scritto Le notti della Verna (1981) e Il sacrilegio (1982).
A Chiusano vanno ascritti altri due lavori di fondamentale importanza in campo letterario: 
1. Literatur, pubblicato nel 1984 e contenente quasi duecento articoli dedicati all'amata letteratura tedesca[6];
2. Altre lune (1987), raccolta di articoli su scrittori tedeschi, ma anche inglesi, russi, spagnoli e latino-americani oltre a pagine specifiche su due poeti italiani, Mario Luzi e Giorgio Caproni.

Giornalista

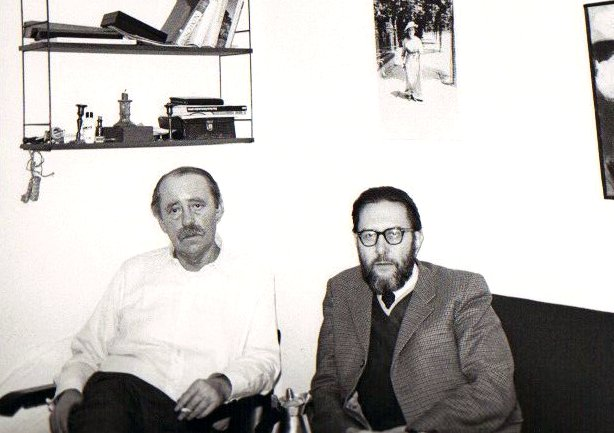
Heinrich Böll e Italo Alighiero Chiusano nel 1972.

Chiusano fu collaboratore al quotidiano La Stampa per l'inserto letterario "Tuttolibri", nonché per diversi anni assiduo anche sulla terza pagina de L'Osservatore Romano. Per la Repubblica pubblicò nell'arco di quasi un ventennio una serie di articoli concernenti noti autori di scuola tedesca come Thomas Bernhard, Heinrich Böll (di cui condivise la religiosità e l'antimilitarismo e sulla cui vita scrisse nel 1974 una biografia), Goethe, Schiller, Kleist, Theodor Fontane, Musil, Arthur Schnitzler, Mann, Dürrenmatt.
Autore di sceneggiature
Chiusano è stato anche un autore di testi e sceneggiature per la televisione, tra cui alcuni sceneggiati andati in onda per la RAI fra gli anni settanta e gli anni ottanta, il cui soggetto era ispirato a noti autori o grandi personaggi o temi letterari:
- I Buddenbrook (1971), sceneggiato televisivo tratto dal romanzo I Buddenbrook: decadenza di una famiglia di Thomas Mann;
- Orfeo in paradiso (1971), dall'omonimo romanzo di Luigi Santucci (Premio Campiello 1967);
- Il giudice e il suo boia (1972), dall'omonimo romanzo di Friedrich Dürrenmatt;
- La guerra al tavolo della pace (1975)
- Le affinità elettive (1979), dall'omonimo romanzo di Goethe;
- Don Luigi Sturzo (1981), vita del sacerdote e intellettuale siciliano.

## Premi e riconoscimenti
- 1979: il romanzo L'ordalia arriva tra i cinque finalisti del prestigioso Premio Campiello,[10] e si aggiudica anche il Premio Letterario Basilicata[11]
- 1987: il Consiglio municipale e l'Archivio Musil di Klagenfurt (la città natale dell'autore de L'uomo senza qualità) conferiscono a Chiusano la Medaglia Musil[12].
- 1995: l'opera Consideratemi un sogno, edita dalla casa editrice San Paolo, vince il Premio Ugo Betti alla sua IX edizione per la sezione Drammaturgia[13].

Al suo nome il comune di Frascati ha intitolato una sezione del Premio Nazionale di Poesia «Frascati».

## Opere
- La Letteratura tedesca: storia e antologia, Milano, Fabbri, 1969.
- Heinrich Böll, Firenze, La Nuova Italia, 1974.
- Notizie dal pornomondo, Roma, Editore Carta, 1975.
- Storia del teatro tedesco moderno. Dal 1889 a oggi, Torino, Einaudi, 1976.
- Vita di Goethe, Milano, Rusconi, 1981.
- Goethiana. Otto pezzi facili su temi del cavalier von Goethe, Pordenone, Edizioni Studio Tesi, 1983.
- Literatur. Scrittori e libri tedeschi, Milano, Rusconi, 1984.
- Altre lune. Saggi e interventi letterari, Milano, Mondadori, 1987.

### Romanzi
- La prova dei sentimenti, Milano, Rizzoli, 1966.
- Inchiesta sul mio amore, Milano, Mursia, 1972.
- L'ordalia, Milano, Rusconi, 1979.
- La derrota, Milano, Rusconi, 1982. Premio Nazionale Rhegium Julii per la narrativa[15]
- Preludio e piccola fuga, Edizioni Paoline, 1985.
- Il vizio del gambero, Milano, Rusconi, 1986.
- Pepi Merisio-I. A. Chiusano, Giardini del silenzio, D'Auria Editore, 1988.
- Konradin, Milano, Mondadori, 1990.
- La banda di Pipin Bertuccia, Casale Monferrato, 1994. [romanzo per ragazzi]

### Racconti
- Eroi di vetro, Milano, Mondadori, 1989.

### Poesie
- Notizie dal pornomondo, Collana "Il Blocchetto" n. 3, Cartia Editore, Roma novembre 1975.
- Bacche amare, Milano, 1987.
- Preghiere selvatiche, Casale Monferrato, 1994.

### Teatro
- Le notti della verna, Torino, Fogola, 1982.

### Curatele
- Johann Nestroy, Teatro, Milano, Adelphi, 1974.

### Traduzioni
- Hermann Hesse, La cura, Milano, Adelphi, 1978.
- Wolfgang Hildesheimer, Tynset, Milano, Rizzoli, 1968.